# Justizvollzugsanstalt Wiesbaden
Die Justizvollzugsanstalt Wiesbaden ist eine Justizvollzugsanstalt in Hessen mit dem Schwerpunkt Jugendstrafrecht. Sie dient vor allem dem Vollzug der Strafhaft von männlichen Heranwachsenden zwischen dem 20. und dem 24. Lebensjahr. Daneben dient sie der Untersuchungshaft von männlichen Heranwachsenden bis zum 21. Lebensjahr und der Auslieferungs- und Durchlieferungshaft von Jugendlichen. Übergeordnete Behörde ist das Justizministerium des Landes Hessen.

## Geschichte
Im Jahr 1768 wurde am Wiesbadener Michelsberg das Criminalgericht errichtet. Dieses Gebäude umfasst zunächst auch ein Zucht- und das Korrektionshaus. Mit der Neuordnung des Gerichtswesens im Herzogtum Nassau wurde das Strafgefängnis nach Diez verlegt. In Wiesbaden verblieb nur noch das sogenannte Criminalgefängnis.
1873/74 wurde in Wiesbaden ein Kreisgerichtsgefängnis in der Albrechtstraße erbaut. Dieses Gefängnis war mit dem 1893 bis 1897 errichteten ehemalige Amts- und Landgerichtsgebäude verbunden. Das zuletzt nur noch als Untersuchungshaftanstalt genutzte Gebäude wurde 1971 aufgegeben. Das Gebäude wurde 1994 wegen Baufälligkeit abgerissen.
Die heutige Justizvollzugsanstalt befindet sich an der Holzstraße im Stadtteil Dotzheim. Sie wurde von 1959 bis 1963 als erster Neubau einer Jugendstrafanstalt in der Bundesrepublik Deutschland errichtet. In den 1980er Jahren wurde sie erweitert und neben Jugendlichen auch mit Strafgefangenen bis zum 24. Lebensjahr belegt. Die Sporthalle wurde 1984 fertiggestellt. Im Jahr 1990 erfolgte eine Erweiterung und ein Umbau, der verstärkt das Leben in Wohngruppen ermöglichte.

### Leiter
- 2021–heute Michaela Wasemüller
- 2006–2021 Hadmut Birgit Jung-Silberreis
- 1980–2006 Gernot Kirchner
- 1963–1974 Max Ernst Busch

## Beschreibung
Das fast 8 ha große Areal der Anstalt umfasst fünf Hafthäuser sowie einen Sportplatz mit Sporthalle, ein Werkstattgebäude, ein Schulgebäude, ein Wirtschaftsgebäude sowie das Verwaltungsgebäude. Die Belegschaft zählt in allen Bereichen zusammengenommen etwa 185 Personen. Die Justizvollzugsanstalt bietet heute Raum für 280 Gefangene. Es besteht die Möglichkeit, verschiedene Schulabschlüsse nachzuholen. Daneben bildet die JVA in den Berufsrichtungen Bäcker, Elektroniker, Fachkraft im Gastgewerbe, Fachkraft Lagerwirtschaft, Fachkraft Garten- und Landschaftsbau, Gebäudereiniger, Koch, Maler und Lackierer, Metallbauer und Tischler aus. Zusätzlich bietet die JVA, unterstützt durch den Verein Förderverein JVA Holzstraße e. V., verschiedene Kulturangebote.